# Palau Fontana Rezzonico
El Palau Fontana Rezzonico és un palau de Venècia, situat al barri de Cannaregio, amb vistes al costat esquerre del Gran Canal, just abans del palau de Ca' d'Oro, entre la confluència del Rio di San Felice i el Palau Miani Coletti Giusti.

## Història
Els propietaris i clients del palau eren la família Fontana , comerciants originaris de Piacenza que es van establir a Venècia cap a mitjans del segle XVI. Decidits a construir el seu propi palau, a principis del segle XVII van comprar una estructura preexistent que van enderrocar per fer lloc a l'edifici actual.
Cap a finals del segle XVII, el palau va ser llogat a la família Rezzonico, que s'havia unit recentment a la noblesa veneciana, mentre esperaven que s'acabés la construcció de la seva propietat de Ca' Rezzonico. Carlo Rezzonico, el futur papa Climent XIII, va néixer en aquest edifici el 1693 
Com moltes altres famílies venecianes, amb la crisi derivada de la caiguda de la República de Venècia, els Fontana es van veure obligats a vendre el seu palau, que va ser comprat pel banquer Johann Conrad Reck . Més tard va ser comprada pels Levis i després pels Sullams, que són els actuals propietaris.

## Arquitectura
El palau va ser construït en estil renaixentista, però amb el temps també va adquirir característiques atribuïbles al barroc. A primera vista, la façana presenta una asimetria molt marcada.
A la planta baixa hi ha dos portals d'aigua: el principal està situat centralment sota la finestra de quatre llums de la planta principal, mentre que el secundari, de mida més petita, està situat a l'extrem dret de la façana. La primera i la segona planta principals són gairebé idèntiques, amb les finestres polífores flanquejades per dues finestres monófores a l'esquerra i quatre a la dreta, totes amb arcs de mig punt i balcons projectats . A la teulada destaquen dos petits obeliscs construïts gairebé íntegrament de terracota.